# Alexander Hanchett Smith
Alexander Hanchett Smith, född den 13 december 1904 i Crandon, Wisconsin, död den 12 december 1986 i Ann Arbor, Michigan, var en amerikansk mykolog.
Smith tog en B.A. vid Lawrence College i Appleton, Wisconsin 1928, och fortsatte sina studier  vid University of Michigan, först under Calvin Henry Kauffman och därefter Edwin Butterworth Mains. Han avlade doktorsexemen 1933 med avhandlingen Investigations of Two-spored Forms in the Genus Mycena. Han utsågs till biträdande intendent vid universitetsherbariet 1934 och detta förblev hans arbetsplats under hela karriären. Han utnämndes till professor i botanik 1950 och var föreståndare för herbariet från Mains avgång 1959; en tjänst han höll till sin pensionering 1972. Bland A.M. Smiths doktorander märks Orson Knapp Miller, Howard Elson Bigelow och Harry Delbert Thiers.
Smith studerade främst svampar inom ordningen Agaricales, med extensiva studier av släktena Cantharellus, Collybia, Cortinarius, Galerina, Kuehneromyces, Leucopaxillus, Lepiota, Lyophyllum, Melanoleuca, Nematoloma, Psathyrella, Pseudocoprinus, Rhodopaxillus, Rhodophyllus, Tricholoma och Xeromphalina. Han samarbetade med flera andra framstående mykologer, speciellt med L.R. Hesler om flera släkten, exempelvis Lactarius, i Nordamerika och med Rolf Singer om bland annat Sydamerikanska svampar.
Sammanlagt skrev Smith närmare 200 artiklar och böcker. Till hans produktion hör även populära verk som den första fälthandboken för amatörer i Nordamerika, The Mushroom Hunter's Field Guide (1958), som såldes i över 100 000 exemplar.
Smith var under en period ordförande för Mycological Society of America, redaktör för dess tidskrift Mycologia 1945-1950 och ordförande för Michigan Academy of Science, Arts and Letters.
Han gifte sig med mykologen Helen Vendler och tillsammans fick de 1943 dottern Nancy som också hon blev mykolog.
Auktorsnamnet A.H. Sm. kan användas för Alexander Hanchett Smith i samband med ett vetenskapligt namn inom botaniken; se Wikipediaartiklar som länkar till auktorsnamnet.

## Eponym och utmärkelser
Följande taxa har uppkallats efter Alexander H. Smith: 
- Smithiogaster Wright 1975
- Smithiomyces Singer 1944
- Agaricus smithii Kerrigan 1985
- Agrocybe smithii Watling 1983
- Alpova alexsmithii Trappe 1975 (numera Rhizopogon alexsmithii)
- Amanita smithiana Bas 1969
- Astraeus smithii Phosri 2013
- Boletopsis smithii K.A.Harrison 1975
- Boletus smithii Thiers 1965

Mycological Society of America har instiftat Alexander H. and Helen V. Smith Research Fund för studier av det material som A.H. Smith och hans kollegor samlat in..
A.M. Smith har tilldelats:
- 1969 – Certificate of Merit – Botanical Society of America
- 1982 – Distinguished Mycologist – Mycological Society of America